# Godtycke
Godtycke används inom rättssystem som en antonym till rättssäkerhet och betyder "fri bedömning efter eget skön och individuell vilja". Motsatsen till godtycke är därmed "förutsägbarhet genom reglering". I en rättsstat ska godtycke motverkas, då det betraktas som rättsosäkert och odemokratiskt.